# Wild Beasts
I Wild Beasts sono stati una band indie rock di Kendal, in Inghilterra. Il loro primo singolo, Brave Bulging Buoyant Clairvoyants, è uscito presso la Bad Sneakers Records nel Novembre del 2006, e subito dopo hanno ottenuto un contratto dalla Domino Records. La band ha pubblicato cinque album: Limbo, Panto nel 2008, Two Dancers nel 2009, Smother nel 2011, Present Tense nel 2014 e Boy King nel 2016. Il cantante principale Hayden Thorpe è anche conosciuto per la sua voce da tenore.

## Formazione
- Hayden Thorpe; voce, chitarra, basso, tastiera
- Ben Little: chitarra, tastiera
- Tom Fleming: basso, voce, chitarra, tastiera
- Chris Talbot: batteria, voce

## Discografia

### Album
- Limbo, Panto - Domino Records, 2008
- Two Dancers - Domino Records, 2009
- Smother - Domino Records, 2011
- Present Tense - Domino Records, 2014
- Boy King - Domino Records, 2016

### EP
- Wild Beasts (2004)
- Esprit De Corps (2005)
- All Men (2005)

### Singoli
- "Brave Bulging Buoyant Clairvoyants"/"The Old Dog" (Bad Sneakers Records, 2006)
- "Through Dark Night"/"Please Sir" (Bad Sneakers Records, 2007)
- "Assembly"/"Sylvia, A Melodrama" (Domino Records, 2007)
- "The Devil's Crayon"/"Treacle Tin" (Domino Records, 2008)
- "Brave Bulging Buoyant Clairvoyants"/"Mummy's Boy" (Domino Records, 2008)
- "Hooting & Howling"/"Through the Iron Gate" (Domino Records, 2009)
- "All The King's Men" (Domino Records, 2009)
- "We've Still Got The Taste Dancin' On Our Tongues" (Domino Records, 2010)